# Erika Mercado
Erika Andreina Mercado Chávez, född 27 februari 1992 i Esmeraldas, Ecuador är en volleybollspelare (högerspiker). Mercado spelar med Argentinas landslag samt klubblaget AO Thiras i Grekland. 
Mercado har spelat med ett stort antal klubbar i Sydamerika, Europa och Asien. Med landslaget har hon  deltagit i OS 2020, sydamerikanska mästerskapet 2021 och VM 2022. I Sydamerikanska mästerskapet 2021 tog hon brons med landslaget.